# 赤沢露石
赤沢 露石（あかざわ ろせき）は、陶芸家の窯元の一つで名跡。
赤沢家は京都に本山をもつ妙心寺の開山である関山慧玄の上洛に同行し以後、代々行者として江戸末期までその一家を成す。
明治維新以後、廃仏毀釈により、行者の職を失い、以後、絵画、陶芸に携わる。

## 初代
初代は赤沢華峯（赤沢元次郎）。田能村直入に南画を習う。五条坂において画の指導を行う。のちに転じて陶芸に携わる。

## 二代
二代赤沢露石（赤沢修三）は、初代元次郎の子。華峯の跡を継ぎ、露石と号し、陶芸に携わる。昭和18年に技術保存認定を交趾焼の作品により認定。京都伝統陶芸家協会の設立に携わり、同協会会員となる。

## 三代
三代赤沢露石（赤沢静尾）は、二代修三の妻。若くより茶の湯に親しみ、家業を助ける。京都伝統陶芸家協会会員。

## 四代
四代赤沢露石（赤沢正中）は、昭和16年に生まれる。二代赤沢露石（赤沢修三）、三代赤沢露石の孫。線文様をモチーフにした近代的な交趾焼により昭和50年、日本工芸会正会員となる。昭和63年、四代露石を襲名する。京都伝統陶芸家協会会員。日本陶芸展第1回、第2回展入選。

## 五代
五代露石　赤沢嘉則は、4代正中露石の長男。モザイクをモチーフにした近代的な交趾焼により国際陶芸アカデミー（IAC)会員となる。